# Archidiecezja Monako

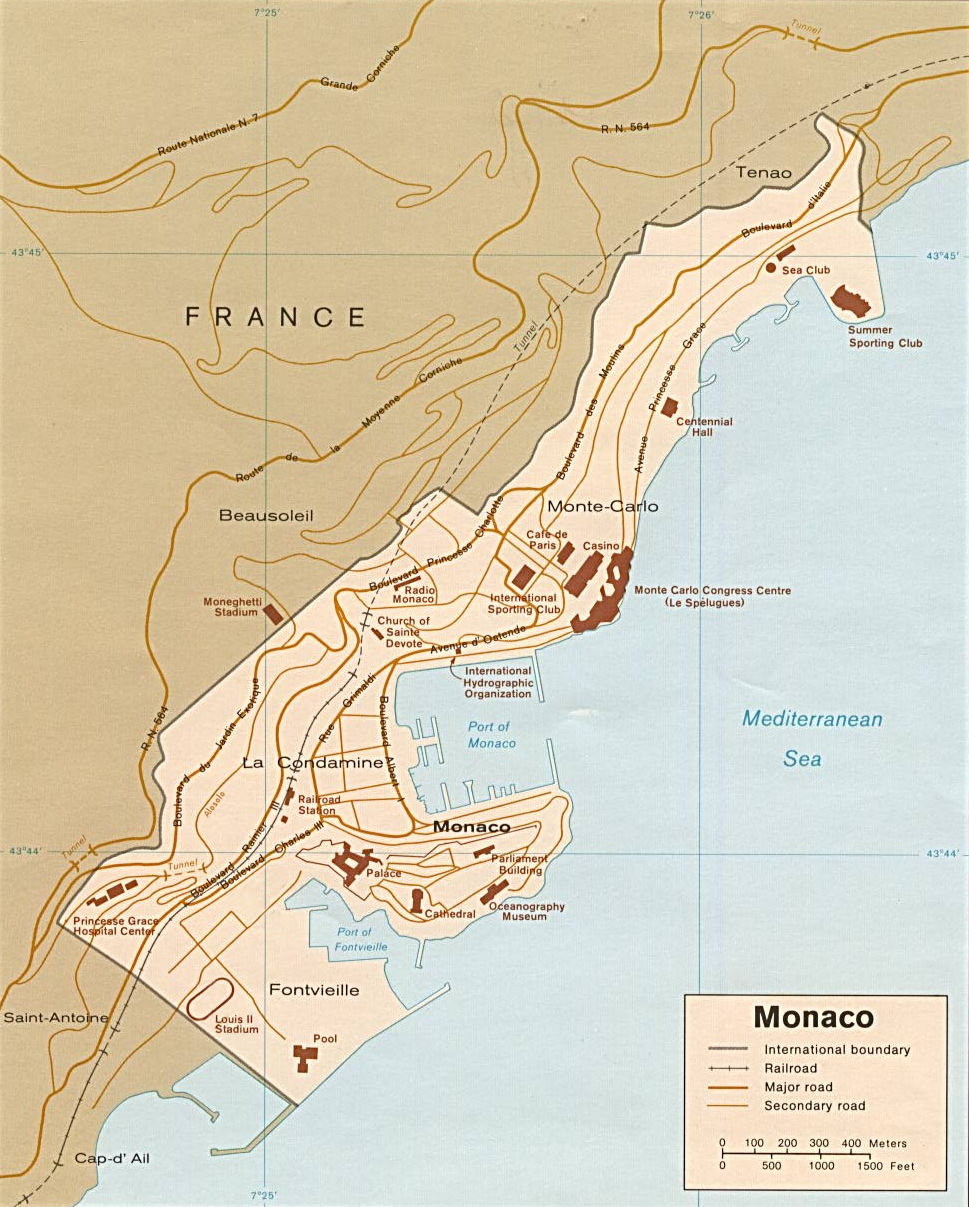
Archidiecezja Monako

Archidiecezja Monako (łac.: Archidioecesis Monoecenënsis) – katolicka archidiecezja, obejmująca swoim zasięgiem Księstwo Monako. Siedziba arcybiskupa znajduje się w katedrze Notre-Dame-Immaculée w Monako.

## Historia
- 30 kwietnia 1868 – utworzenie opactwa terytorialnego Saints-Nicholas-et-Benoît z wydzielenia części ziem z diecezji nicejskiej
- 15 maja 1887 – przekształcenie opactwa w diecezję Monako
- 30 lipca 1981 – promocja do rangi archidiecezji

## Biskupi

### Opaci
- 1868–1871 – op. Romarico Flugi, O.S.B.
- 1871–1874 – ks. Léandre de Dou, administrator opactwa
- 1874–1875 – op. Hildebrand Marie Dell’Oro di Giosuè
- 1875–1877 – bp Laurent Biale, administrator opactwa, biskup Ventimiglii
- 1877–1878 – op. Émile Viale
- 1878–1887 – op. Charles-Bonaventure-François Theuret

### Biskupi ordynariusze
- 1887–1901 – bp Charles-Bonaventure-François Theuret
- 1903–1915 – bp Jean-Charles Arnal du Curel
- 1916–1918 – bp Gustave Vié
- 1920–1924 – bp Georges-Prudent-Marie Bruley des Varannes
- 1924–1936 – bp Auguste-Maurice Clément
- 1936–1953 – bp Pierre Rivière
- 1953–1962 – bp Gilles Barthe
- 1962–1971 – bp Jean Rupp
- 1972–1980 – bp Edmond Abelé

### Arcybiskupi
- 1981–1984 – abp Charles Brand
- 1985–2000 – abp Joseph-Marie Sardou SCJ
- 2000–2020 – abp Bernard Barsi
- od 2020 – abp Dominique-Marie David